# Jembrana bipartita
Jembrana bipartita är en insektsart som beskrevs av William Lucas Distant 1916. Jembrana bipartita ingår i släktet Jembrana och familjen spottstritar. Inga underarter finns listade i Catalogue of Life.